# Chiesa dei Santi Cosma e Damiano a Secondigliano
La chiesa dei Santi Cosma e Damiano a Secondigliano è una chiesa storica di Napoli, sita nel quartiere di Secondigliano in piazza Luigi di Nocera, nome dell'ex sindaco dell'allora comune autonomo, nel 1926 annesso alla città di Napoli. È sicuramente una delle architetture religiose di "periferia" più significative di Napoli.

## Storia
La costruzione della chiesa fu decisa nel 1695, dagli abitanti del quartiere di Secondigliano a seguito dei frequenti eventi sismici di fine XVII secolo. I terremoti resero inagibile la struttura precedente molto più antica (VIII secolo), che dovette essere interamente ricostruita.
La riedificazione fu resa possibile grazie ad una sottoscrizione cui parteciparono la Confraternita del Santissimo Sacramento e tutto il popolo. I lavori incominciarono nel 1703 e terminarono l'anno successivo.

## Descrizione
La facciata mostra un timpano di forma triangolare, spezzato: posto sopra al portale d'accesso, segna l'ingresso alla struttura.
Il portale è caratterizzato da tre lesene per ogni lato con capitelli ionici. La chiesa ha un'unica navata e si conclude con un coro rettangolare e l'altare maggiore, costituito da preziosi marmi; vi sono quattro cappelle su ciascun lato; mentre, il coro è preceduto da due cappelle, e forma un transetto coperto, nell'impostazione centrale, dalla bella cupola.
La navata centrale è caratterizzata dalla volta costolonata, mentre, il battistero è collocato sulla destra della navata stessa. Sul davanti si trova un bel campanile che si svolge su quattro livelli, costituito da un basamento in bugnato (lavori del 1721).
Nella chiesa sono custodite diverse opere d'arte di valore, come: la pala d'altare di Giacomo Farelli sui santi titolari, le due tele laterali del coro attribuite a Giuseppe Marullo, gli affreschi della volta di Giuseppe Simonelli, ridipinti nella seconda metà dell'800 da Alfonso Simonetti), una Deposizione su tela di Domenico Antonio Vaccaro (collocata nella sacrestia) e numerose antiche sculture lignee, tra le quali un pregevole crocifisso ligneo di Nicola Fumo (datato 1692) e il Sacro Cuore di Gesù e il Sacro Cuore di Maria di Enrico Pedace (artista attivo nella seconda metà dell'800, formatosi nella bottega di Francesco Citarelli).
Notevoli sono anche le due acquasantiere del XVIII secolo poste all'ingresso, nelle quali sono stati scolpiti a rilievo i volti dei santi patroni della chiesa.
Ai rimaneggiamenti, condotti tra il 1863 e il 1867, risalgono: il pulpito che poggia su due colonnine ioniche di marmo, il maestoso organo sopra l'ingresso, il restauro degli stucchi e degli affreschi della volta e il rivestimento delle cappelle con zoccolature in marmo.
Sono annessi al complesso della chiesa due oratori congregazionali: quello della Confraternita del Santissimo Sacramento e quello della Confraternita dell'Assunta. Entrambi sono dotati di un altare maggiore in marmi policromi e di varie opere pittoriche su tela.